# Gomphrena flaccida
Gomphrena flaccida, jednogodišnja biljka iz roda semprica, porodica štirovki. Australski je endem široko rasprostranjena diljem sjeverne tropske Australije od poluotoka Dampier u Zapadnoj Australiji preko sjevera Sjevernog teritorija, regije poznate kao zemlje Zaljeva (Gulf Country), i raštrkana na poluotoku Cape York u Queenslandu.
Ovo je uspravna jednogodišnja biljka s jednom stabljikom koja raste do 1 m visine s mnoštvom svijetlih ružičasto-ljubičastih cvjetova u obliku kugle koji su skupljeni u guste klasove ma vrhu. Cvjetovi i plodovi obično nastaju između veljače i kolovoza.

## Sinonimi
- Gomphrena firma F.Muell.; Fragm. 3: 123 (1863)
- Gomphrena flaccida var. alba Stuchlík; Repert. Spec. Nov. Regni Veg. 12: 346 (1913)
- Gomphrena flaccida var. rosea Stuchlík; Repert. Spec. Nov. Regni Veg. 12: 347 (1913)
- Philoxerus flaccidus (R.Br.) Poir.; Encyc. Suppl. 4: 392 (1816)
- Xeraea flaccida (R.Br.) Kuntze; Revis. Gen. Pl. 2: 543 (1891)